# Suboestophora hispanica
Suboestophora hispanica é uma espécie de gastrópode  da família Hygromiidae.
É endémica de Espanha.